# Miristicàcies
Les miristicàcies (Myristicaceae) són una família de plantes angiospermes de l'ordre de les magnolials (Magnoliales), dins del clade de les magnòlides, un subclade de les mesangiospermes. Conté més de 500 espècies, agrupades en 21 gèneres. Son arbres de distribució pantropical però amb poca presència d'espècies africanes. El seu membre més conegut és l'arbre de la nou moscada (Myristica fragrans) que proporciona dues espècies, la nou moscada i el macís.

## Descripció
Són arbres perennifolis amb una mena de saba marronosa o vermellosa. Les fulles són simples, amb el marge enter, sense estípules, amb la nervadura pinnada i es disposen de manera alternada, en espiral o dísticament. Les flors són unisexuals, les espècies poden ser monoiques o dioiques, i s'agrupen en inflorescències axil·lars que poden ser cimoses, fasciculades, racemoses o capitades. Les flors són petites i actinomorfes, al periant els tèpals, habitualment tres, es troben fusionats a la base. A l'androceu hi ha entre 2 i 40 estams units en una columna o un disc estaminal. Al gineceu l'ovari és súper i unicarpelar amb un sol òvul de placentació basal, l'estil és curt o mancant. El fruit acostuma a ser dehiscent i amb una única llavor, grossa i coberta per un aril vermell o blanc que es pot presentar sencer o molt lacerat.

## Taxonnomia
Aquesta família va ser descrita per primer cop l'any 1810, amb el nom de Myristicææ, al primer volum de l'obra Prodromus florae Novae Hollandiae et Insulae Van-Diemen del botànic escocès Robert Brown (1773-1858).

### Gèneres
Dins d'aquesta família es reconeixen els 21 gèneres següents:
- Bicuiba J.J.de Wilde
- Brochoneura Warb.
- Coelocaryon Warb.
- Compsoneura (DC.) Warb.
- Doyleanthus Sauquet
- Endocomia W.J.de Wilde
- Gymnacranthera (A.DC.) Warb.
- Haematodendron Capuron
- Horsfieldia Willd.
- Iryanthera (A.DC.) Warb.
- Knema Lour.
- Mauloutchia Warb.
- Myristica Gronov.
- Neobrochoneura Figueiredo & Gideon F.Sm.
- Osteophloeum Warb.
- Otoba (DC.) H.Karst.
- Paramyristica W.J.de Wilde
- Pycnanthus Warb.
- Scyphocephalium Warb.
- Staudtia Warb.
- Virola Aubl.